# Ingenried
Ingenried è un comune tedesco di 868 abitanti, situato nel land della Baviera.